# Trachysomus luederwaldti
Trachysomus luederwaldti är en skalbaggsart som beskrevs av Martins 1975. Trachysomus luederwaldti ingår i släktet Trachysomus och familjen långhorningar. Inga underarter finns listade i Catalogue of Life.